# Kirurgisk stressrespons
Det kirurgiske stressrespons er et komplekst begreb. Det udløses af et kirurgisk indgreb og er kroppens måde at reagere på, når den udsættes for skade. Reaktionen omfatter en lokal reaktion, som har indvirkning på operationsstedet og hele kroppen, samt en generel reaktion, der indvirker på kroppens organer. Jo større det invasive kirurgiske indgreb er, desto større er det kirurgiske stressrespons samt risikoen for at udvikle følger deraf. Derudover forstærkes det af de mange regler og rammer for kirurgiske indgreb, så som faste og tørst mv.
Det kirurgiske stressrespons kan måles hos patienten helt frem til 5. postoperative døgn.

## Behandling og forebyggelse
Behandlingen af patienter med kirurgisk stressrespons er en tværfaglig opgave, der involverer:
- Læger; som udfører operationen
- Den kirurgiske sygeplejerske;
- Social- og sundhedsassistenten;
- Fysioterapeuten; som tilrettelægger mobiliseringen og genoptræningsplanen.
- Ergoterapeuten;
- Diætisten

## Fysiologiske og sundhedsmæssige udfordringer
Det kirurgiske stressrespons medfører mange udfordringer og påvirker mange dele af kroppen præoperativt såvel som postoperativt. Med den rette indsats præoperativt kan man forebygge og mindske dele af det kirurgiske stressrespons, men man kan aldrig helt undgå det.

### Katabolsk stress
Som en del af det kirurgiske stress er den katabolske stress. Denne udløses delvist af indgrebet men mest af alt af den forudgående faste.
Det er en vigtig indsats postoperativt at tilbyde patienten mad og drikke hurtigt efter endt operation for at ophøre den katabolske stress, tilføre energi så kroppen kan påbegynde heling og restitution samt for at modvirke dehydrering.